# جويل أوستين
جويل سكوت أوستين (بالإنجليزية: Joel Scott Osteen)‏؛ (5 مارس 1963 -) هو مؤلف وواعظ تلفزيوني أمريكي والقس الأكبر في كنيسة لايكوود تشيرتش في هيوستن، تكساس. تصل قسيسيته أكثر من 7 ملايين مشاهد أسبوعيا في أكثر من 100 دولة حول العالم.

## السيرة
ولد جويل أوستين في هيوستن، تكساس لجون أوستين ودولوريس (دودي) بيلغرم وهو أحد خمسة أطفال. أسس والده الذي كان قسا معمدانيا جنوبيا كنيسة لايكوود تشيرتش أين يشغل الآن أوستين منصب القس الأكبر. تزوج أوستين فيكتوريا أل آيلوف في 4 أبريل 1987. لديهما طفلات جوناثان وألكسندرا. ينخرط إخوته الأكبر بول وليسا وتمارا وأخته الأصغر أبريل في العمل بالقسيسية كامل الوقت. يقوم أخوه غير الشقيق جاستن بالتبشير انطلاقا من نيويورك.
بعد إنتاج البرنامج التلفزيوني للكنيسة لمدة 17 سنة، خلف أوستين والده في 3 أكتوبر 1999 قسيسا في لايكوود تشيرتش. وعظ مرة واحدة فقط وذلك قبل أسبوع من وفاة أبيه. واليوم تقع مشاهدة قداس لايكوود تشيرتش الذي يقوده القس جويل أوستين في أكثر من 100 دولة حول العالم. اُطلق الكتاب الأول لجويل أوستين «حياتك الأفضل الآن: 7 خطوات لتعيش بكامل قدراتك» في أكتوبر 2004. في ديسمبر 2006، سُمي أحد «أروع 10 أشخاص» تلك السنة من قبل باربرا ولترز. ووصف المرشح الرئاسي السابق جون ماكين أوستين بأنه «ملهم».
يسافر حاليا أوستين والعديد من موظفي لايكوود تشيرتش عبر الولايات المتحدة ليقدموا برامج في القاعات الكبيرة. تشمل فعالية «ليلة أمل» موسيقى تعبدية تؤديها فرقة موسيقى الكنيسة وعظة من أوستين وشهادة من أمه دودي. في 2007 توسعت الجولة لتشمل محطات توقف في العديد من الدول الأخرى من بينها كندا وإنجلترا وإيرلندا الشمالية وإسرائيل. أطلق أوستين كتابه الثاني: «اجعل من نفسك أفضل: 7 مفاتيح لتحسين حياتك كل يوم» في أكتوبر 2007 والتي تصدرت أيضا قائمة النيويورك تايمز لأفضل الكتب مبيعا إذ تم نشر 4 ملايين نسخة في الطبعة الأولى. أخبر أوستين لاري كينغ أن الكتاب الجديد سيركز أكثر على العلاقات والخروج من الأشياء التي نعلق فيها الآن. وقد قال: «فقط رسالتي الأساسية أن تصبح ما خلقك الله له لتكون.»
أدت شعبية أوستين لأن يُختير أحد «أروع 10 أشخاص في 2006» من قبل أي بي سي نيوز. وسمي «أكثر مسيحي تأثيرا في أمريكا» في 2006 من قبل ذا تشيرتش ريبورت.

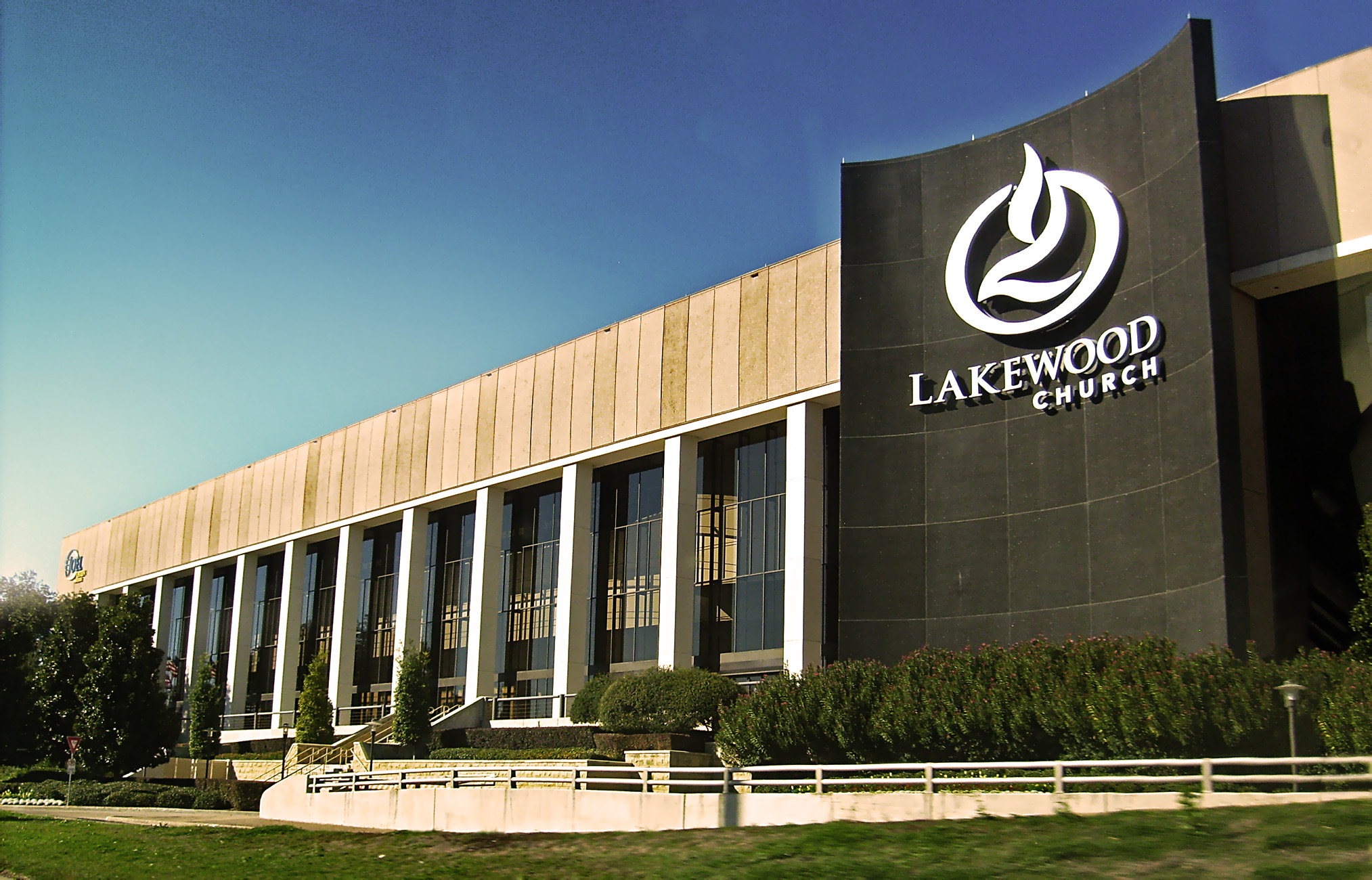
لايكوود تشيرتش في هيوستن، تكساس

## الدراسة
ذُكر على نطاق واسع أن أوستين التحق بجامعة أورال روبرتس في تلسا، أوكلاهوما لسنتين دون أن يحصل على شهادة. كذلك ذُكر أنه ليس لديه تدريب عالي في الشؤون الدينية أو في دراسات الإنجيل. قال أوستين في برنامج بيرس مورغن تونايت في يناير 2011 أنه لم يحضر دروسا أبدا.

## نمط الوعظ
أثار مذيع برنامج فوكس نيوز صنداي كرسي والاس في حلقة 23 ديسمبر 2007 قلة إشارة أوستين للكتاب المقدس في عظاته وكذلك تردده في مناقشة أن الخطيئة جزء جوهري في الحياة. ردّ أوستين: «أحاول القيام بذلك في نهاية المطاف، لكن أحاول تعليم الناس كيفية عيش حيواتهم اليومية، ولذلك أقوم فعلا بالتركيز عليها، ربما ليس كثيرا كما يحب بعض الناس.» قال أوستين أنه اختار أن يركز على طيبة الرب عوض التركيز على الخطيئة. يفسر أوستين أنه يحاول تعليم المبادئ الإنجيلية بطريقة بسيطة مع التركيز على قوة الحب والاستعداد الإيجابي.
تلام في بعض الأحيان عظات وكتابات أوستين لاستعمالها مفاهيم لاهوت الازدهار أو كلمة الإيمان، وهو الاعتقاد أن الثروة والسلطة هي جزاء المسيحيين الورعين.

## الآراء السياسية والاجتماعية
قال أوستين في مقابلة مع فوكس نيوز أنه معارض للزواج المثلي. وقال خلال مقابلة مع سي إن إن أنه يعتقد «أن المثلية خطيئة».
خلال مقابلة في فوكس نيوز في 2008 خلال الانتخابات التمهيدية للرئاسة الأمريكية قال أوستين عندما سئل إذا كان المورمون مسيحيين أنهم فعلا مسيحيون. وأضاف أنه لم يدرس الديانة.

## النقد
أذاع 60 دقيقة في 14 أكتوبر 2007 فقرة مدتها 12 دقيقة حول أوستين اسمها «جويل أوستين يجيب على منتقديه» نقد خلالها عالم اللاهوت الإصلاحي مايكل هورتن رسالة أوستين. أخبر هورتن مراسل سي بي إس نيوز بايرون بيتس أن طريقة أوستين في التعليم «هرطقة».

## مؤلفاته
- اُعلن: 31 وعدا لتطلقها في حياتك، 2012
- كل يوم هو يوم جمعة: كيف تكون سعيدا لسبعة أيام في الأسبوع، 2012
- كل يوم هو مذكرات يوم جمعة: كيف تكون سعيدا لسبعة أيام في الأسبوع، 2012
- خُلقت لأشياء أكثر: كيف تصبح كل ما خُلقت لتكونه، مع ليسا أوستين كامز، 2012
- أن أصبح رجلا ذو إيمان لا يتزعزع، مع جون أوستين، 2011
- قراءات يومية من إنه زمانك: 90 صلاة لتنشيط إيمانك وتحقيق أحلامك والرفع في المنزلة عند الرب، 2010
- مذكرات إنه زمانك: دليل لتنشيط إيمانك وتحقيق أحلامك والرفع في المنزلة عند الرب، 2010
- روح عيد الميلاد: ذكريات عائلة وأصدقاء وإيمان، 2010
- إنه زمانك: نشّط إيمانك وحقق أحلامك وارفع في منزلتك عند الرب، 2009
- أمل للكتاب المقدس اليوم، 2009
- حياتك الأفضل تبدأ كل صباح، صلوات لبداية كل يوم في السنة، 2008
- مذكرات اجعل من نفسك أفضل: دليل لتحسين حياتك كل يوم، 2008
- اجعل من نفسك أفضل: 7 مفاتيح لتحسين حياتك كل يوم، 2007
- ابدأ حياتك الأفضل الآن: دليل للمغامرات الجديدة وللمراحل في رحلتك، 2007
- حياتك الأفضل الآن للأمهات، 2007
- اختر الحياة: مرة كل يوم، مع دودي أوستين، 2006
- نصوص مقدسة وتأملات لحياتك الأفضل الآن، 2006
- صنع خيارات حكيمة - قراراتك تحدد مصيرك، 2005
- دليل دراسة حياتك الأفضل الآن: 7 خطوات لتعيش بكامل قدراتك، 2005
- حياتك الأفضل الآن: 7 خطوات لتعيش بكامل قدراتك، 2004
- 30 فكرة للعيش المنتصر، 2003
- الخروج من بوتقة الماضي، 2002

### أقراص رقمية
- جويل وفيكتوريا أوستين: 3 رسائل ملهمة

### أقراص صوتية
- العيش في النعمة والوفرة والفرح، 2010
- جيد وأحسن ومبارك، العيش بمغزى وبقوة وبشغف، 2008
- أمل للعبادة اليوم، مع فيكتويا أوستين، 2008
- حرية في العبادة، أغاني لتحسين حياتك كل يوم، 2007

## وصلات خارجية
- جويل أوستين على موقع IMDb (الإنجليزية)
- جويل أوستين على موقع الموسوعة البريطانية (الإنجليزية)
- جويل أوستين على موقع إن إن دي بي (الإنجليزية)
- جويل أوستين على موقع ديسكوغز (الإنجليزية)
- جويل أوستين على موقع قاعدة بيانات الفيلم (الإنجليزية)

- الموقع الرسمي
- لايكوود تشيرتش